# Forêts pluviales de Palawan
Localisation
Les forêts pluviales de Palawan (IM0143) forment un écorégion terrestre définie par le fonds mondial pour la nature (WWF). Elle appartient à l’écozone indomalaise (IM) et au biome des forêts décidues humides tropicales et subtropicales (01). Elle couvre l’intégralité de les îles Palawan.

## Géographie

### Localisation et géologie

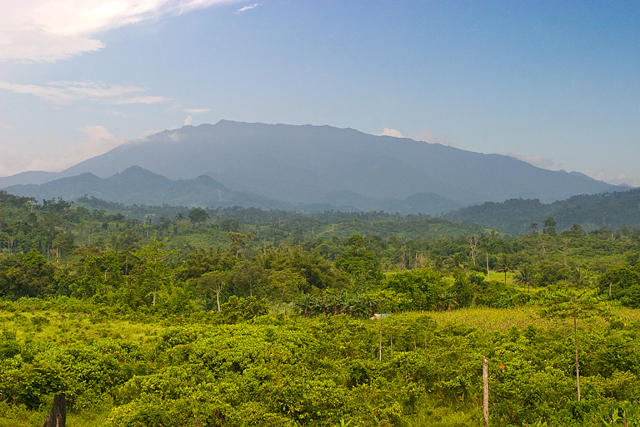
Le mont Mantalingajan.

Cette écorégion toute en longueur de 14 000 km2 inclut Palawan, Balabac, Ursula et les îles Calamian aux Philippines. Elle forme un pont entre les Philippines et les îles de la Sonde. Son point culminant est le mont Mantalingajan (2 085 m), et au moins 45 % de sa superficie est constituée de montagne à pente supérieure à 30 %. 
Palawan, Mindoro et les Calamian ont été séparés du continent asiatique il y a environ 32 millions d’années, et ont dérivé sous la surface de la mer de Chine méridionale, pour s’intégrer à l’archipel philippin naissant il y a approximativement 17 millions d’années. Elles émergent il y a 5–10 millions d’années. On trouve des roches métamorphiques au nord du mont Saint Paul (ceb), et des roches volcaniques au sud. Le mont lui même et les falaises d’El Nido sont constituées de karst. Le sol du tiers sud de l’île est dominé par les roches ultramafiques, roches volcaniques et calcaire. La côte sud-est est principalement composée de calcaire et schiste. Le détroit entre Palawan et Bornéo est profond de 145 m. Au milieu du pléistocène, le niveau de la mer était 160 m plus bas qu’aujourd’hui, et les deux îles étaient connectées. À la fin du pléistocène, le niveau de la mer était environ 120 m plus bas qu’aujourd’hui, et elles n’étaient séparées que par un étroit bras de mer. L’écorégion n’a jamais été liée au reste des Philippines.

### Climat
Selon National Geographic, son climat est tropical humide. Au Nord-Ouest, la saison sèche dure de novembre à mai, et la saison humide de juin à octobre. Le reste ne connaît qu’une courte saison sèche d’un à trois mois. La côte est et le sud sont plus secs que la côte ouest et le nord. Selon la classification de Köppen-Geiger, les extrémités nord et sud de l’écorégion correspondent à un climat tropical à mousson, tandis que le centre correspond à un climat tropical de savane.

## Biodiversité

### Flore
L’écorégion possède une grande diversité de forêts : côtière, tropicale pluviale de basses terres à Dipterocarpaceae à feuilles persistantes, semi-décidue de basses terres, de montagne, ultramafique et de calcaire. La première se mélange avec les autres près des côtes. Elle comprend des Calophyllum inophyllum, Canarium asperum, Pometia pinnata, Palaquium dubardi ainsi que plusieurs espèces de Ficus. La deuxième couvre 31 % de l’écorégion et est dominée par plusieurs espèces des genres Ficus, Aglaia et Tristania, ainsi que Dipterocarpus gracilis, Dipterocarpus grandiflorus, Exocarpos latifolius, Swintonia foxworthyi, Dracontomelon dao et Pongamia pinnata. Les lianes et Cycadaceae sont plutôt communes. Les basses terres du sud de Palawan sont dominées par plusieurs espèces du genre Casuarina. La partie est de l’écorégion contient des forêts humides semi-décidues, composées d’arbres qui atteignent 15 m et qui perdent leurs feuilles lors de la saison sèche de mars à mai, avant la saison pluvieuse de juin à juillet. On y observe des Pterocymbium tinctorium, Pterospermum diversifolium, Hymenodictyo et Garuga floribunda.
Les forêts de montagne, entre 800 et 1 500 m d’altitude sont dominées, dans les plus basses élévations, par les genres Tristania, Casuarina, Litsea, et Swietenia foxworthyi ; et dans les plus hautes par Agathis philippinensis, Dacrydium pectinatum, Podocarpus polystachyus, Gnetum latifolium, Cycas wadei, Cinnamomum rupestre, Nepenthes philippinensis et Angiopteris. Les forêts de calcaire sont situées au sud de l’île de Palawan et sur les îlots alentours. Elles sont peuplées des espèces Euphorbia trigona et Aglaia argentea et les genres Antidesma, Drypetes, Gomphandra, Sterculia, Pleomele et Begonia. Le mont Victoria contient une large concentration de forêts ultramafiques, dont les espèces principales sont Scaevola micrantha, Brackenridgea palustris, Exocarpos latifolius et Phyllanthus lamprophyllus. Leurs sols sont chargés en métaux lourds.   
L'écorégion on compte entre 1 522 et 1 672 espèces de plantes vasculaires découvertes, sur au moins 2 000 espèces estimées. De nombreux végétaux, comme les Orchidaceae et les Araceae, sont utilisés par des tribus locales en tant que plantes médicinales, de cérémonie ou d'ornement. Elle compte plus de 3 500 espèces de plantes à fleur, dont 20 % sont endémiques. Les bois de mangrove sont utilisés localement comme bois de chauffage de comme colorant. L’île a un jour été entièrement couverte de forêts. En 1988, l’île était couverte de 7 410 m2 (54 %), soit le plus haut pourcentage de toutes les grandes îles des Philippines.   

### Faune
Malgré sa petite taille, l’écorégion possède une riche faune, dont une grande partie est absente du reste des Philippines. Parmi les nombreux mammifères présents, 96 % sont également présents sur Bornéo. Ainsi, l'écorégion est plus proche de celles de Bornéo que de celles des Philippines. On compte quinze mammifères endémiques : Acerodon leucotis (en), Axis calamianensis, Sundasciurus steerii (en), Sundasciurus moellendorfi (en), Sundasciurus rabori (en), Hylopetes nigripes (en), Chiropodomys calamianensis (en), Maxomys panglima (en), Palawanomys furvus, Hystrix pumila, Crocidura palawanensis (en), Sundasciurus hoogstraali (en), Sundasciurus juvencus (en),Tupaia palawanensis (en) et Sus ahoenobarbus. Quatre d'entre eux sont considérés comme en danger, dont Axis Calamiensis (cerf de Calamian) et Sus ahoenobarbus (sanglier géant de Palawan), et cinq sont désignés comme vulnérables. 

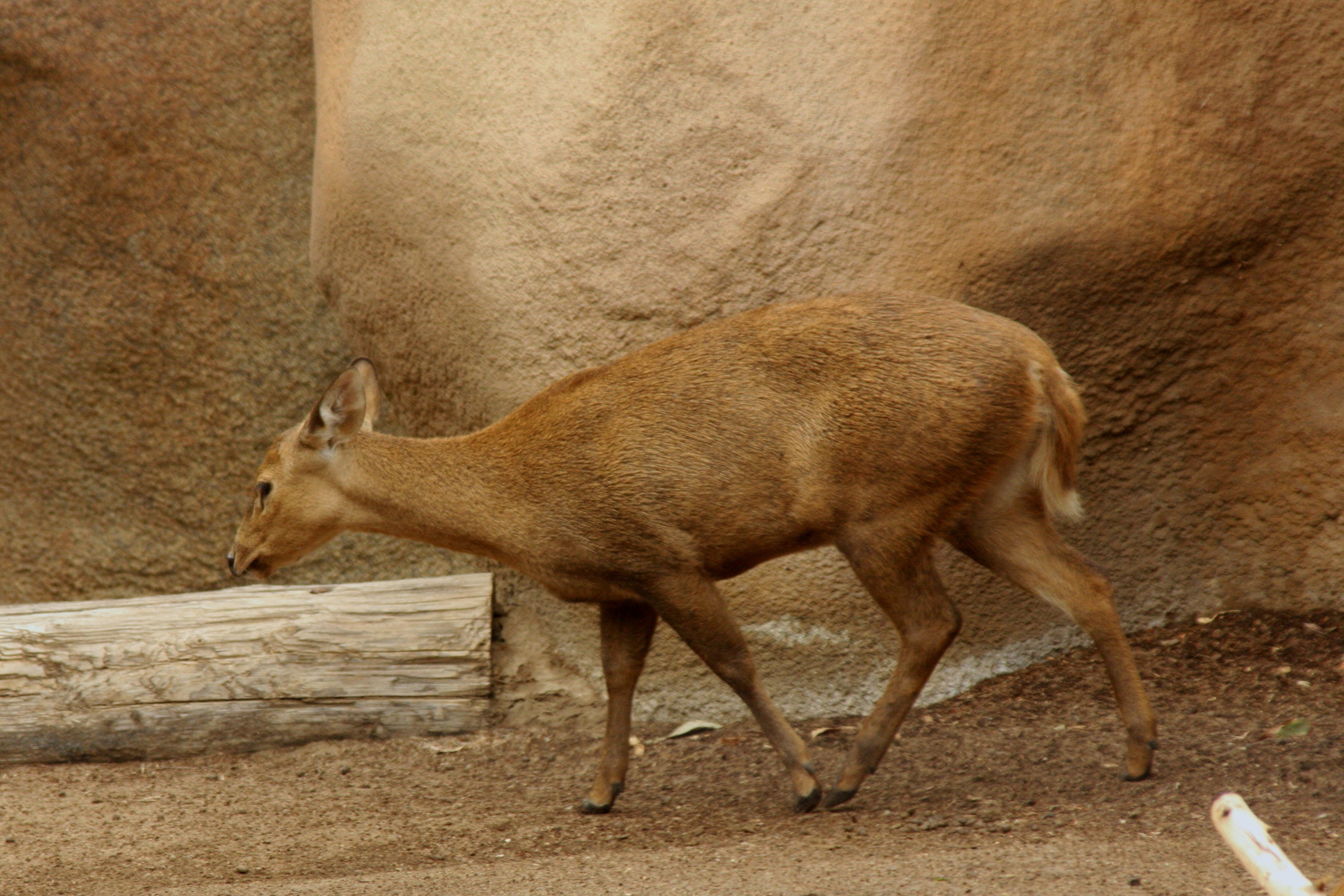
Axis calamianensis
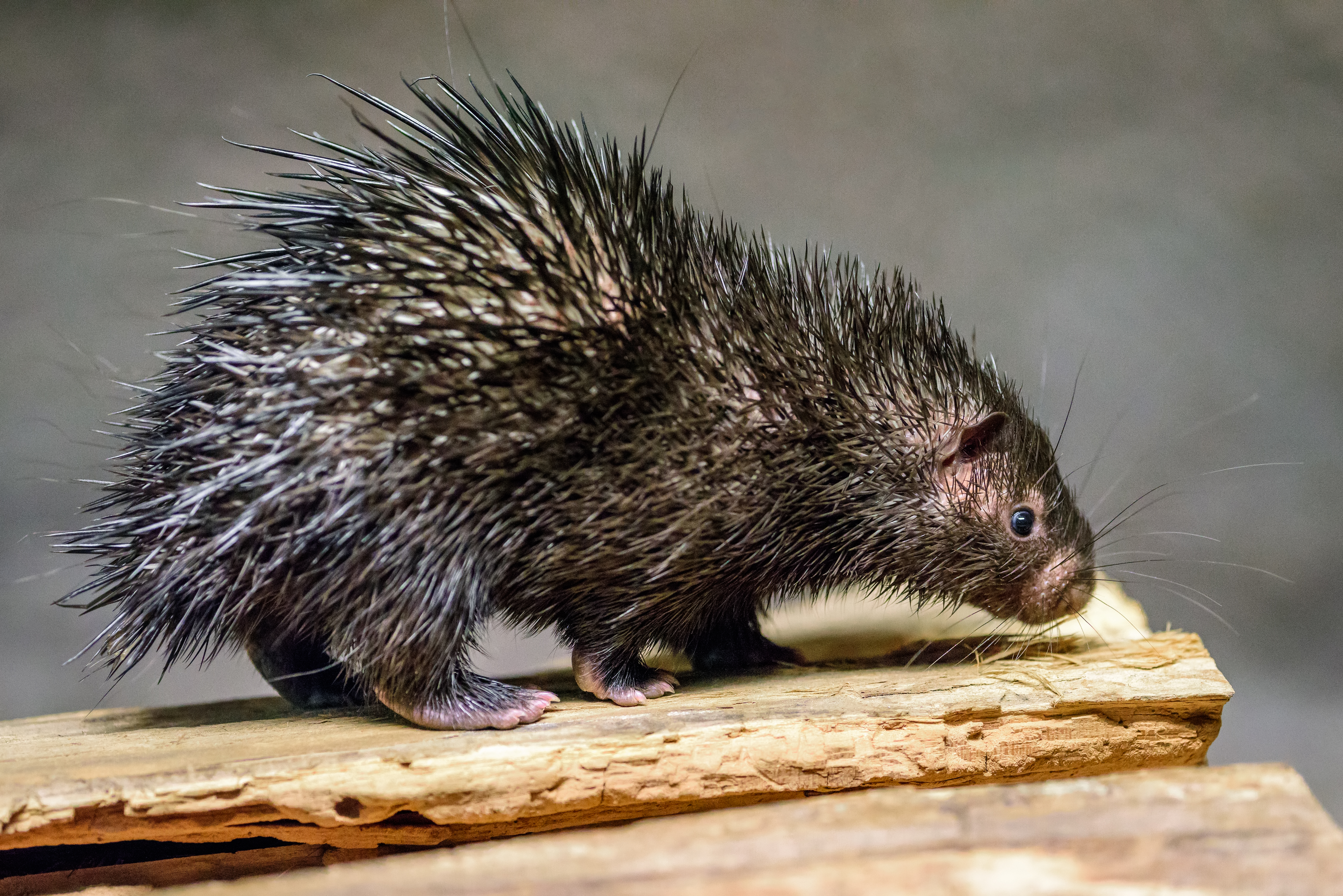
Hystrix pumila
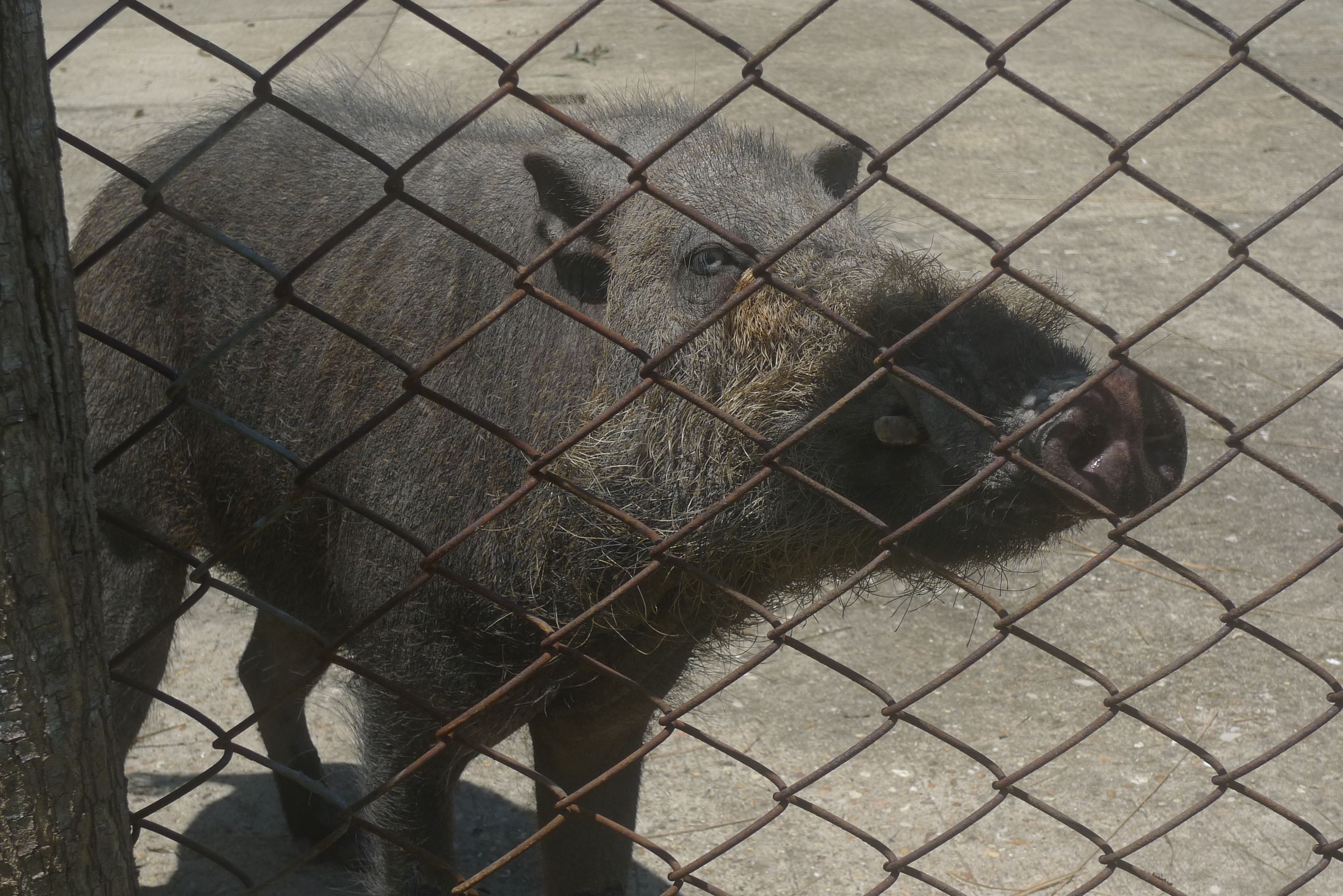
Sus ahoenobarbus

Les oiseaux de l'écorégion sont, eux aussi, très similaires à ceux de Bornéo : ils partagent 33 espèces. La majorité des oiseaux philippins venus sont passés par Palawan. Les genres Polyplectron, Malacocincla, Malacopteron, Dinopium, Aegithina, Criniger, Seicercus et Gracula sont présents dans l'écorégion mais absents du reste des Philippines. Les oiseaux endémiques sont l'éperonnier napoléon, la palette de Palawan, le petit-duc de Palawan, la salangane grise, le calao de Palawan, le tchitrec de Palawan, Chloropsis palawanensis (en), Ficedula platenae (en), Cyornis lemprieri (en), Copsychus niger (en), Ixos palawanensis (en), l'Akalat à tête cendrée, l'Akalat de Palawan, le turdinule de Palawan, Zosterornis hypogrammicus, la mésange de Palawan et la dicée de Palawan, et les espèces presque endémiques sont le carpophage de Pickering, le petit-duc de Mantanani et la mésange à front blanc. 

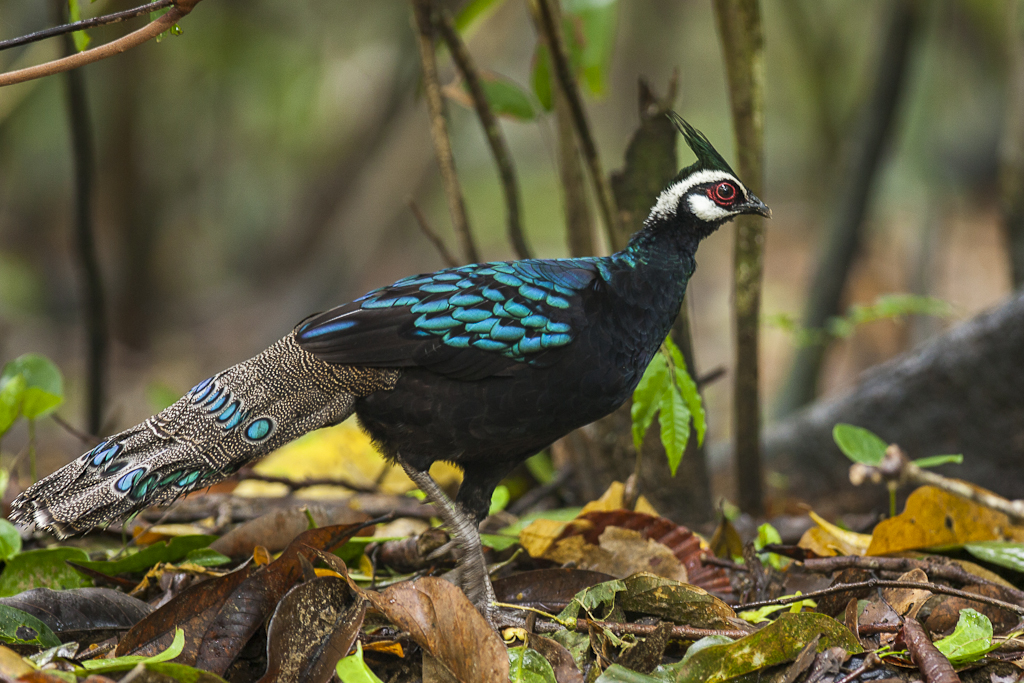
L’éperonnier napoléon
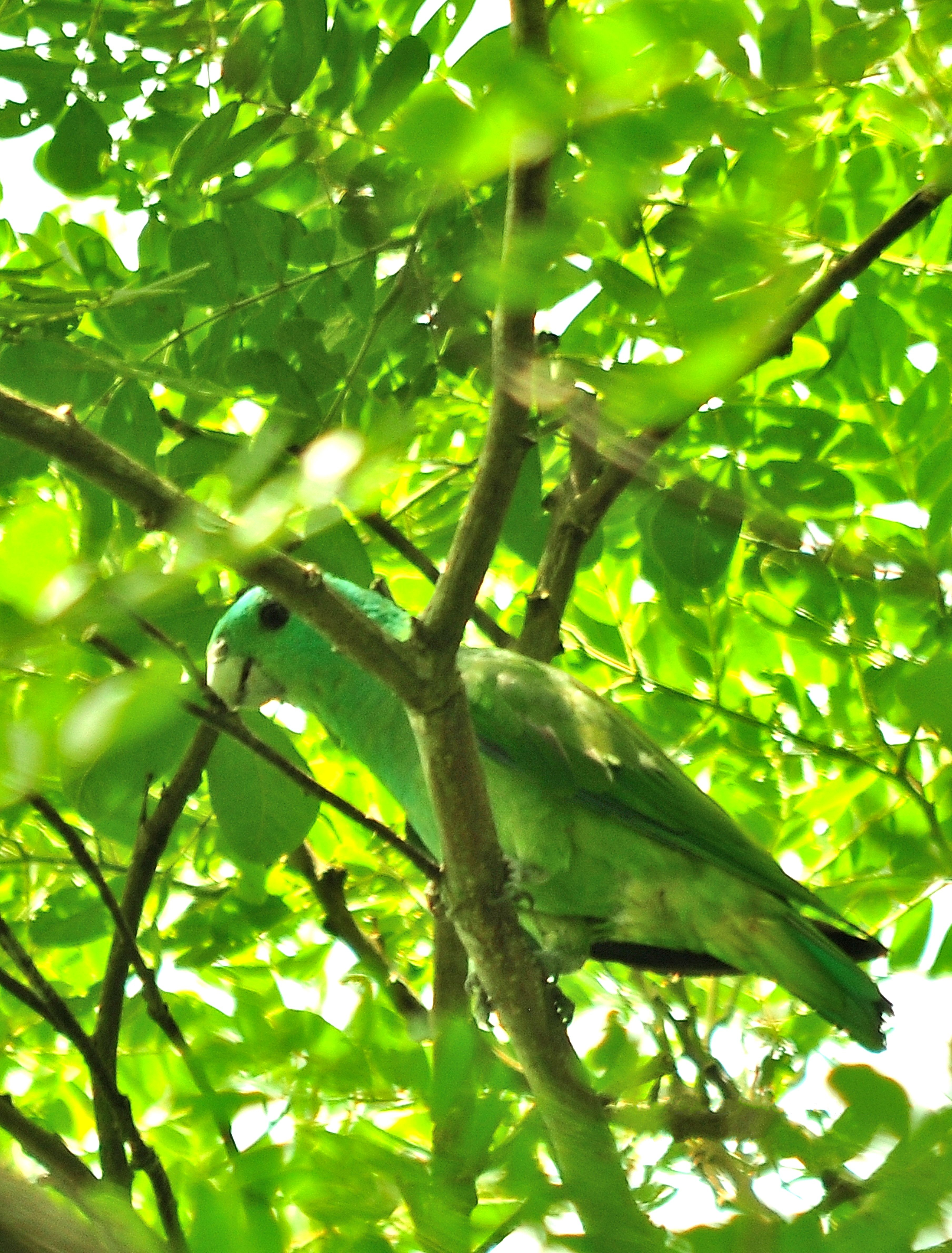
La palette de Palawan
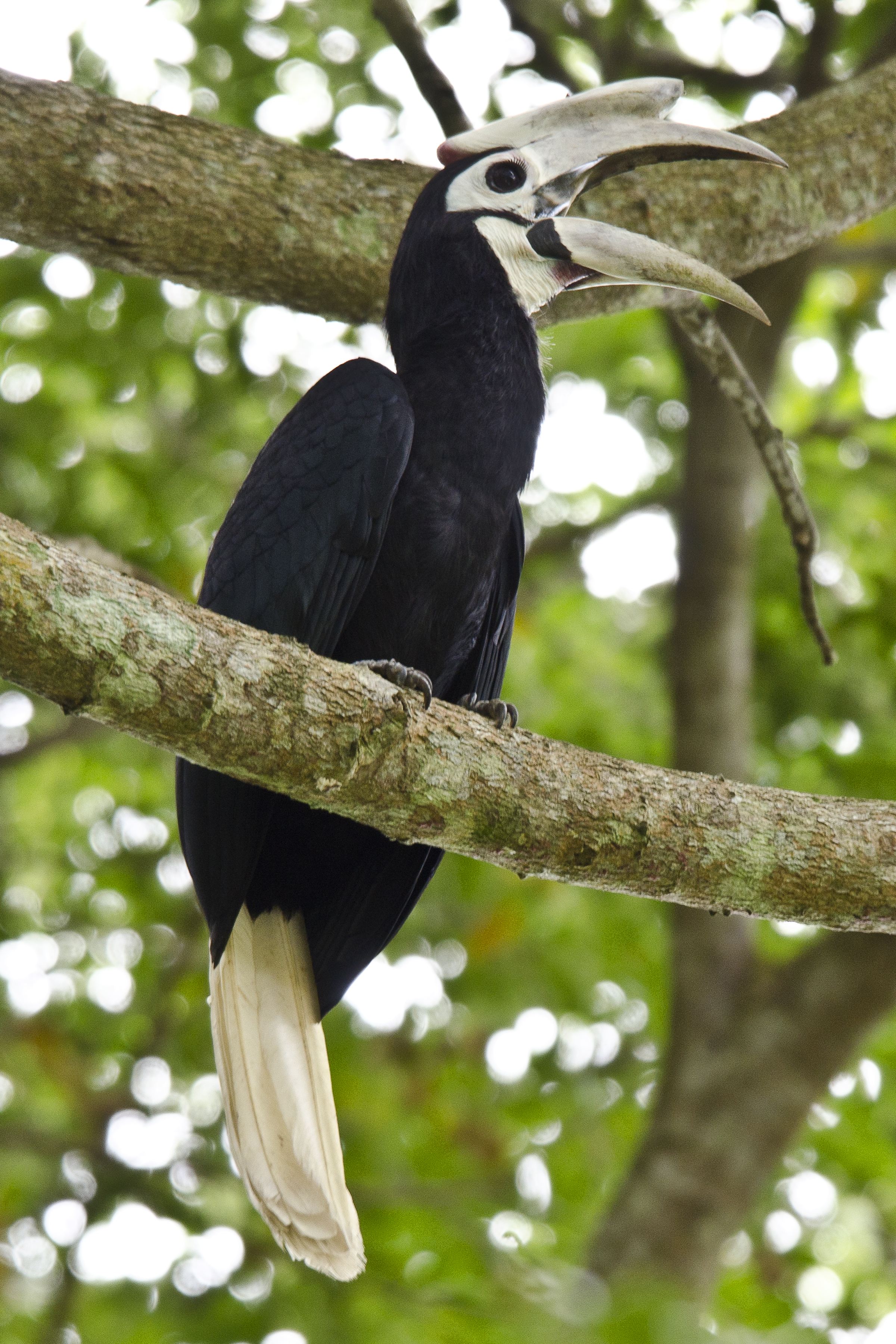
Le calao de Palawan
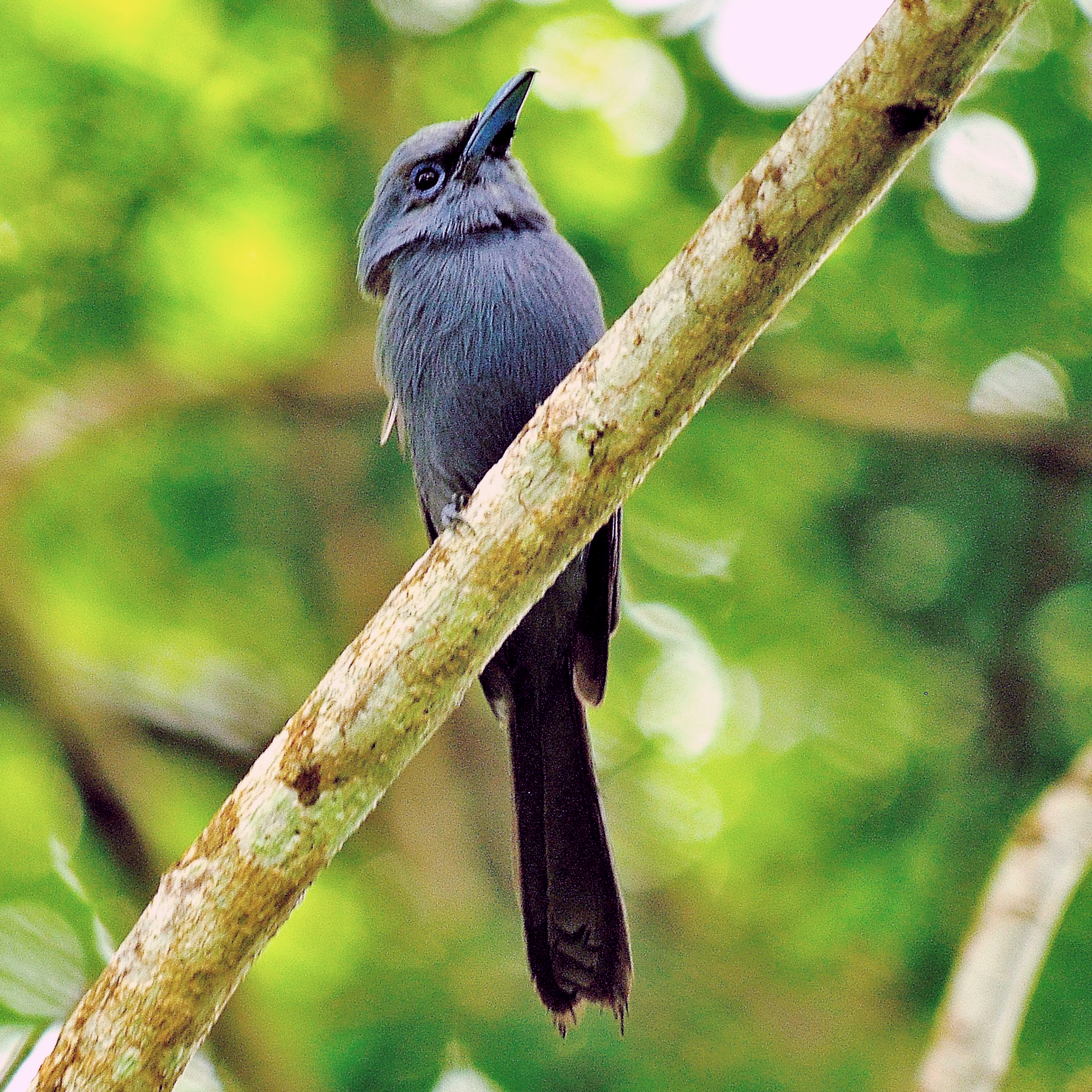
Le tchitrec de Palawan
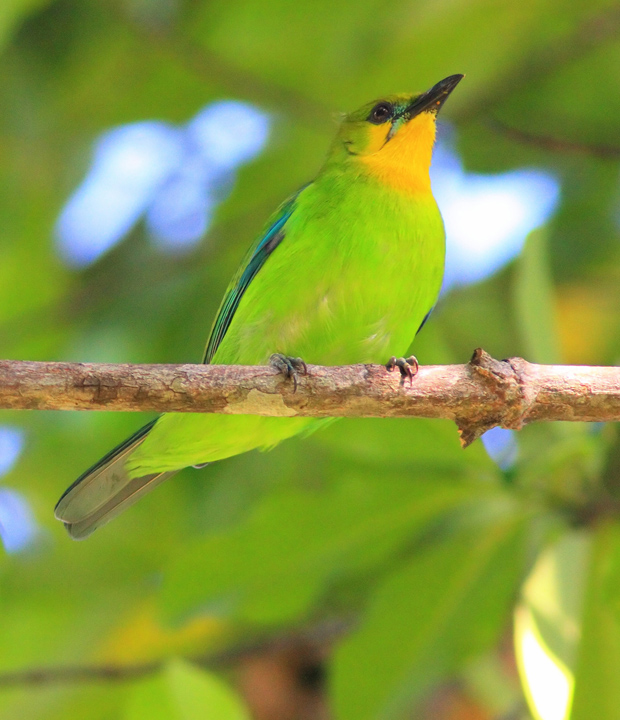
Chloropsis palawanensis (en)
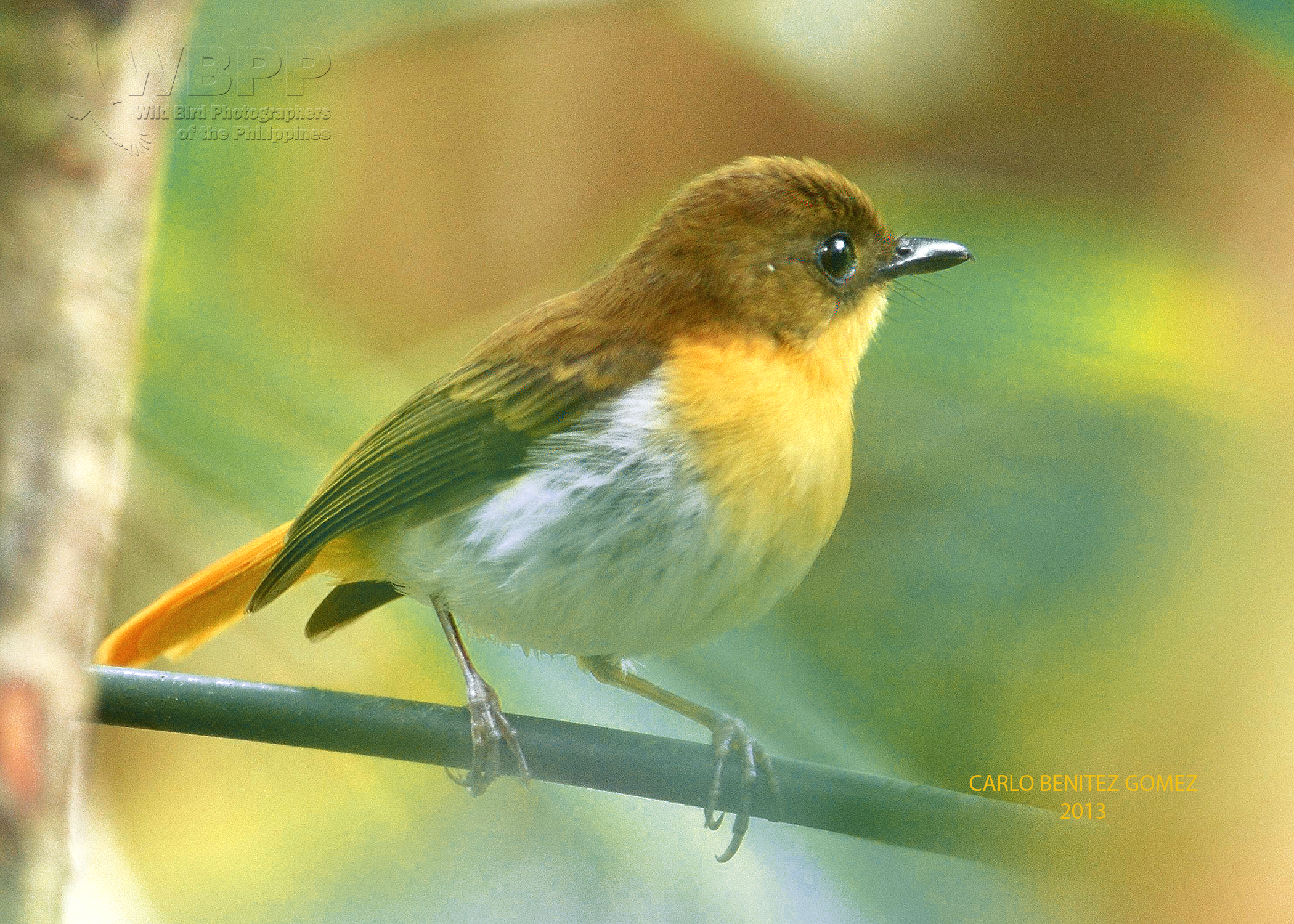
Ficedula platenae (en)
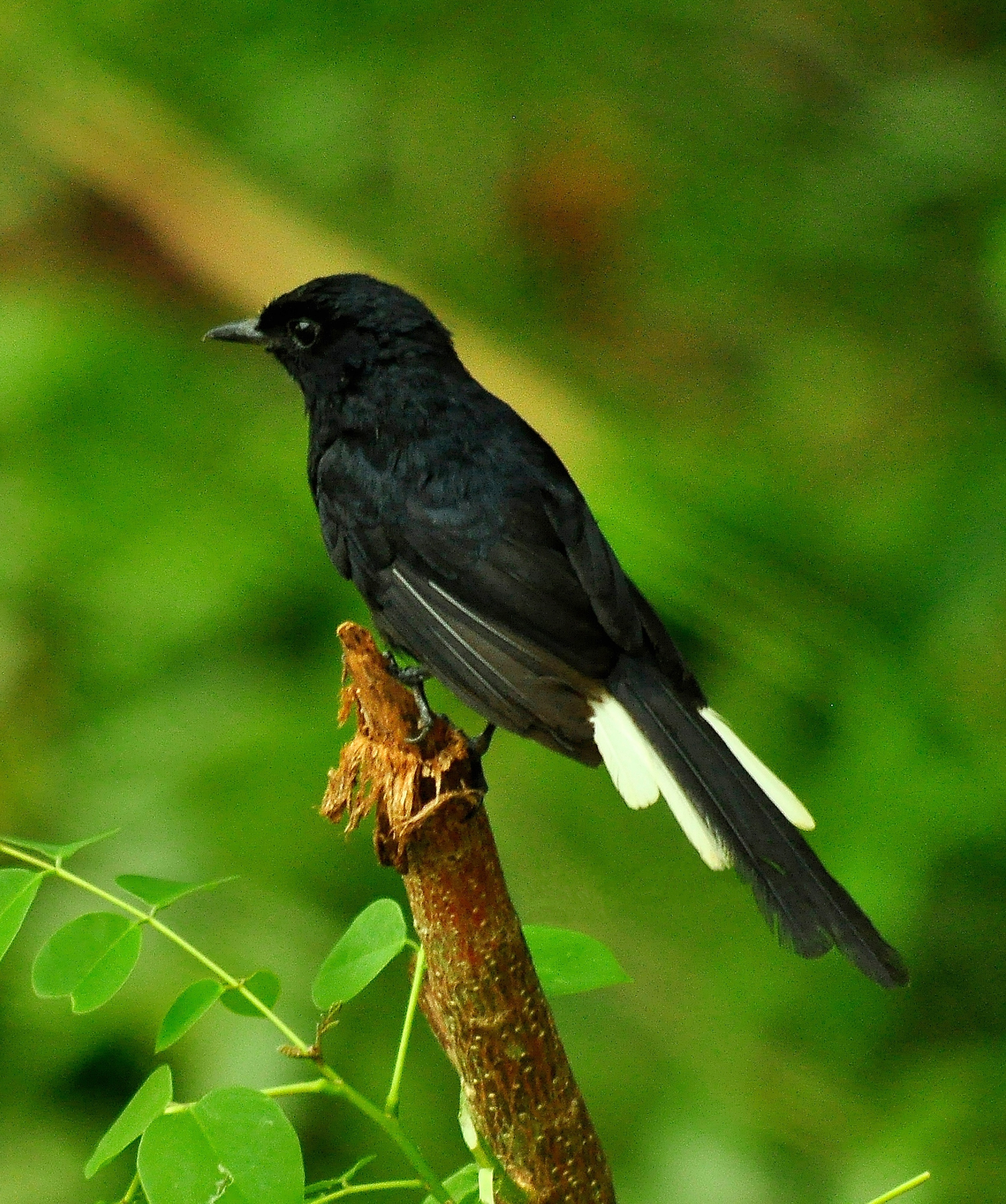
Copsychus niger (en)
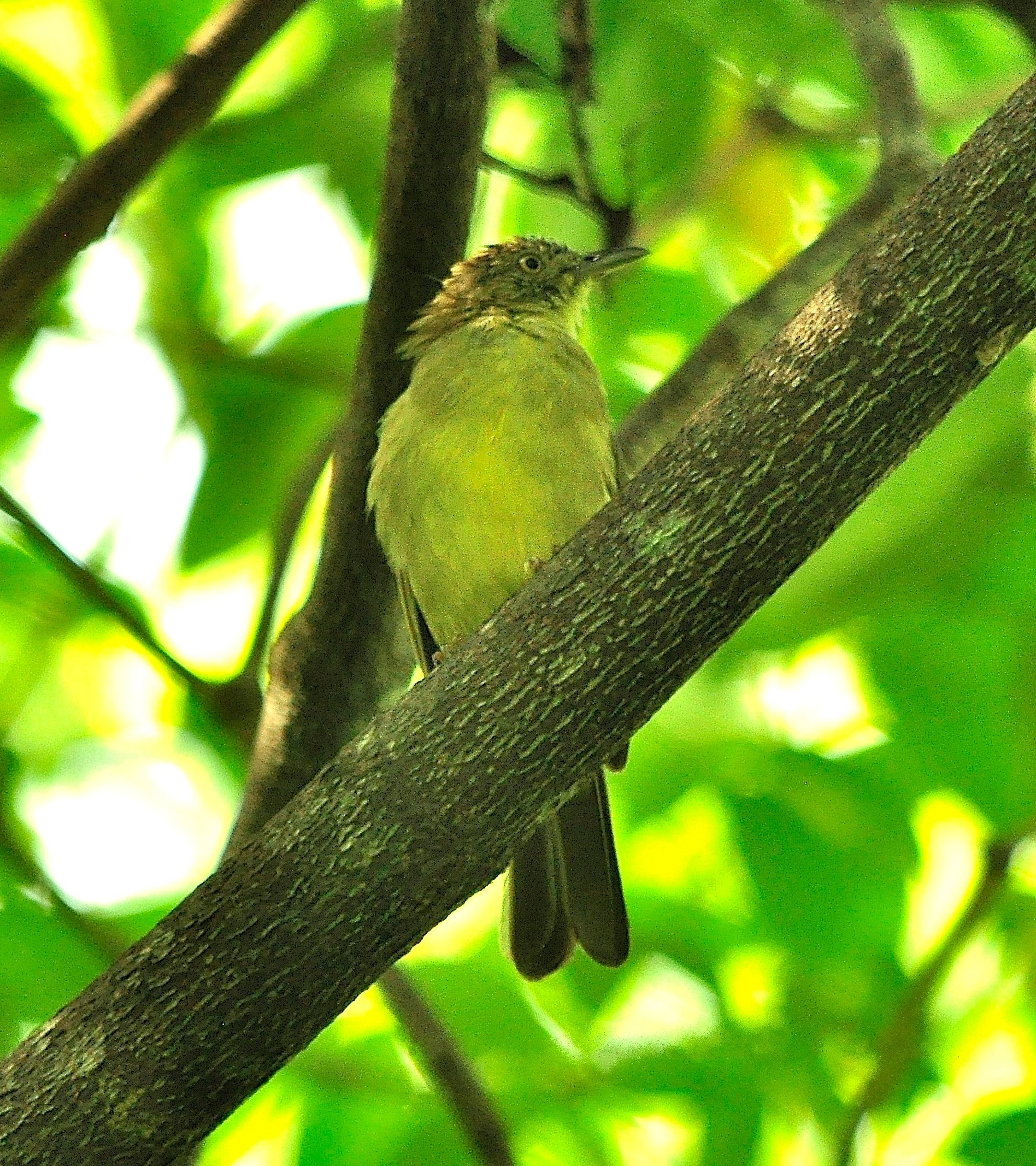
Ixos palawanensis (en)
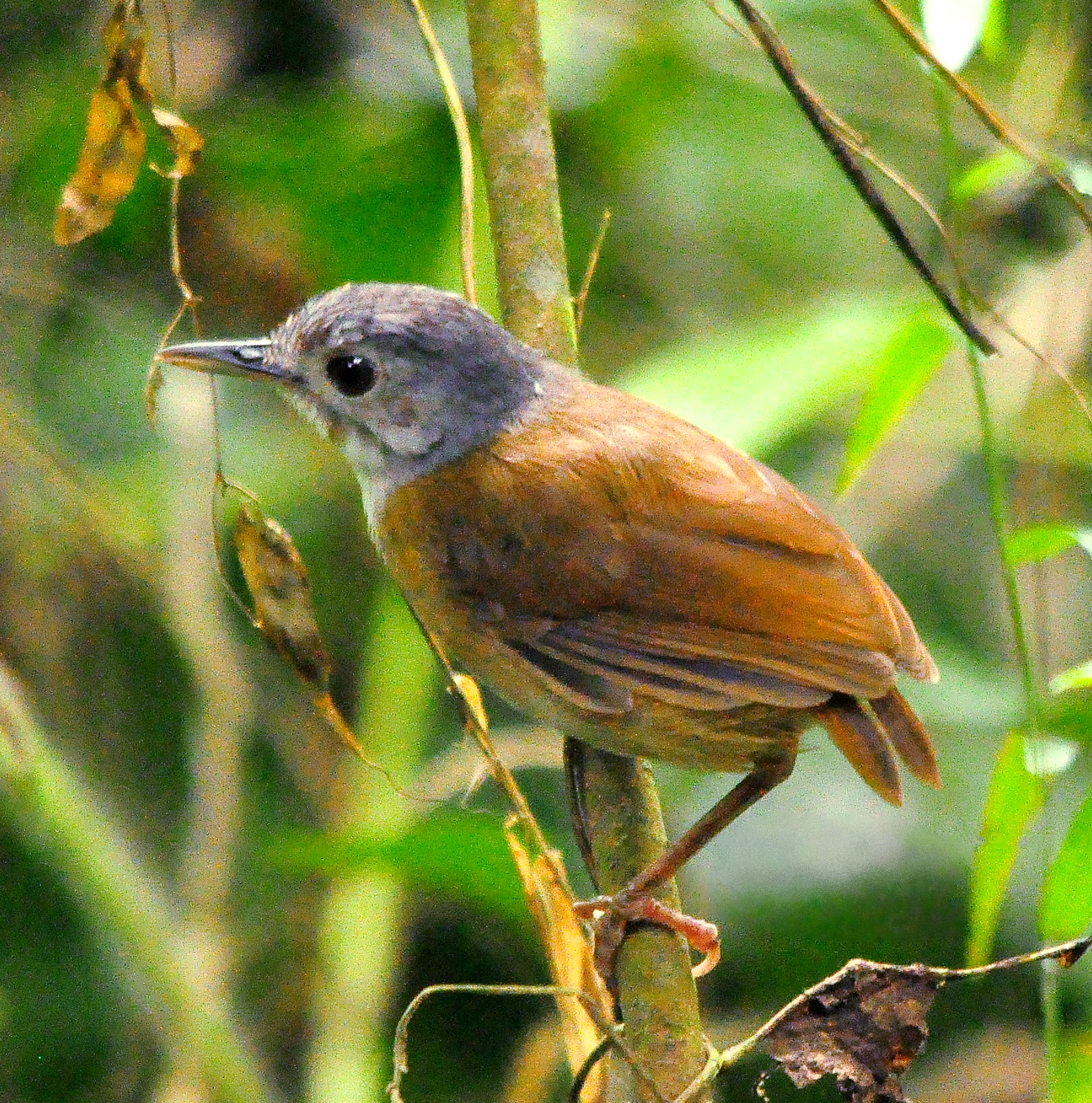
L’akalat à tête cendrée
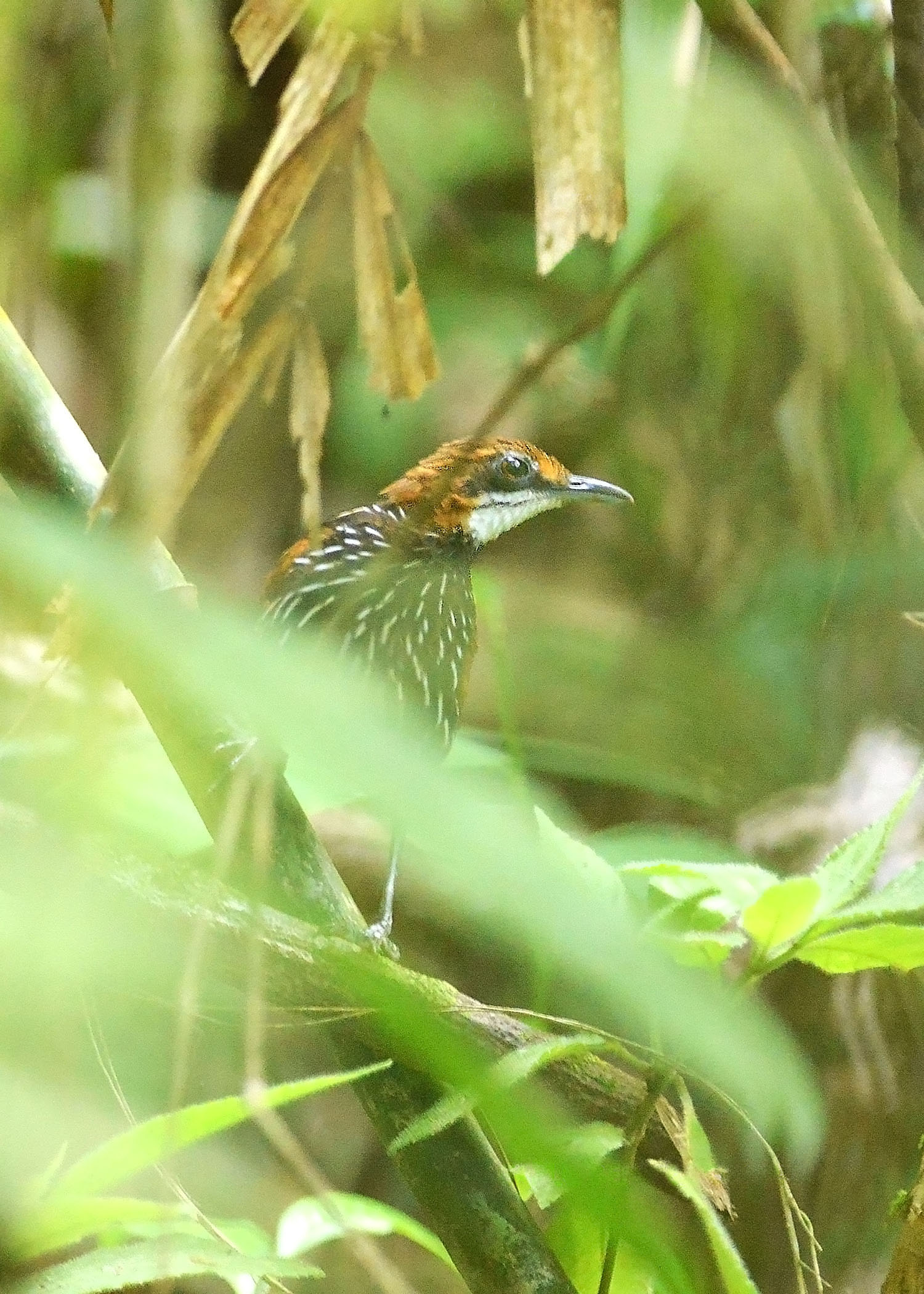
La turdinule de Palawan
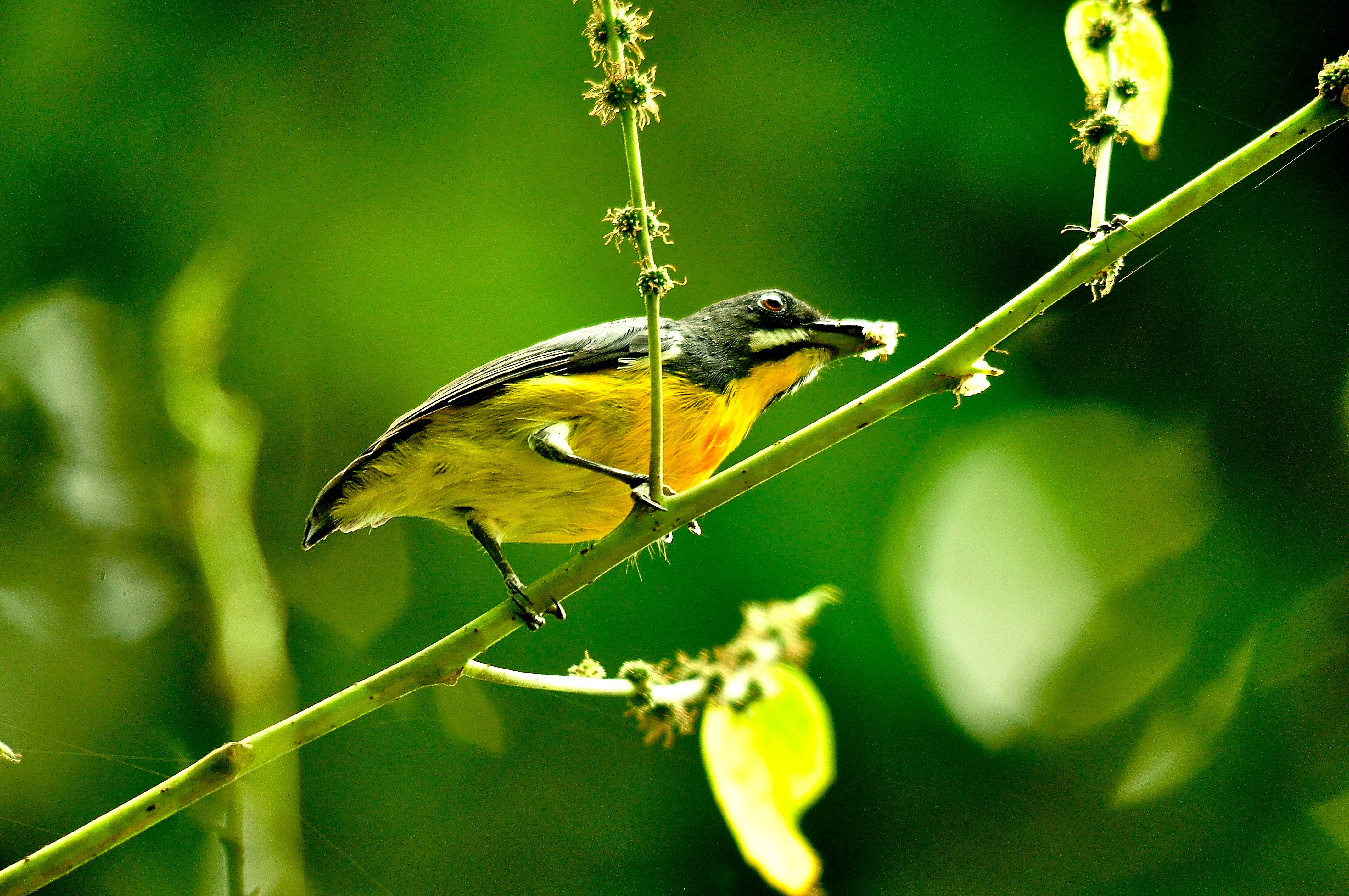
Le dicée de Palawan.

L'île de Busuanga contient une des dernières populations du très menacé crocodile des Philippines. On trouve de nombreux pangolins dans l’archipel, et ils sont considérés comme l’espèce porte-drapeau de l’écorégion,.

## Menaces et protection

### Menaces
D’après des observations aériennes menées en 1992, la déforestation a considérablement réduit la surface de canopées, repoussant les forêts sauvages aux hautes terres. Les forêts de l’écorégion sont peu rentables à cause du faible taux de Dipterocarpaceae ; ainsi, dans les vingt dernières années, elle a été délaissée par la déforestation, plus importante sur Luçon et Mindanao. De nombreux paysans philippins s’installent à Palawan pour fuir la densité démographique du reste du pays, et leur impact sur la biodiversité est très important. Les principales menaces pour la biodiversité sont la déforestation, la culture itinérante, la chasse et le braconnage. Ce dernier touche particulièrement les chats-léopards, qui sont capturés puis vendus en tant qu’animaux de compagnie. De nombreux oiseaux sont chassés pour leur viande ou pour devenir des animaux de compagnie aux États-Unis. La résine de certains arbres est récoltée pour être vendue. Cela affaiblit les végétaux. Les minéraux des sous-sols de l’écorégion (chromite, cuivre, fer, nickel, manganèse et mercure) n'ont pas encore été exploités intensivement, mais sont un potentiel danger pour la biodiversité.

### Protection
L’intégralité de l’île de Palawan a été déclarée réserve de faune et de flore par les autorités philippines. Ce dispositif inclut des parcs nationaux, réserves forestières, refuges de faune, sanctuaires naturels, sites de recherche et réserves marines. Un rapport de la presse internationale daté de l’an 2000 signale une stabilisation de la biodiversité dans l’écorégion, la fin de la déforestation à grande échelle et la présence d’un équilibre entre développement et conservation. 